# Aphis brunnea
Aphis brunnea är en insektsart som beskrevs av Ferrari 1872. Aphis brunnea ingår i släktet Aphis och familjen långrörsbladlöss. Inga underarter finns listade i Catalogue of Life.